# Ceraspis elegans
Ceraspis elegans är en skalbaggsart som beskrevs av Nonfried 1891. Ceraspis elegans ingår i släktet Ceraspis och familjen Melolonthidae. Inga underarter finns listade i Catalogue of Life.